# トーキョーアーツアンドスペース
トーキョーアーツアンドスペース（Tokyo Arts and Space、短縮形 TOKAS）とは、東京都による事業であり、東京から新しい芸術文化を創造・発信するアートセンターである。旧称トーキョーワンダーサイト(Tokyo wonder site、短縮形 TWS）。

## 概要
国内外の若手美術家（クリエイター、アーティスト、個人、グループ）の発掘・育成を図ったり、都民と芸術家あるいは芸術家同士の交流を図ったり、新しい芸術を世界に向けて発信することを目的として、都の施設を発表の場として提供し、また海外の施設とも連携をとって、様々な企画・プロジェクトを展開している。TWSは日本のアーティスト・イン・レジデンス、オルタナティブ・アートセンターの草分け的存在としても知られ、国内外の数々のアーティスト・クリエイター育成に関わった。同プログラムからは、ヴェネチア・ビエンナーレやドキュメンタを始めとする著名な国際芸術展に出展するアーティストも多く輩出され、日本人アーティストのみならず、アジア圏の多くの若手作家の登竜門として長く機能した。
トーキョーワンダーサイトは次のような5つのミッションを掲げている。
- 若手アーティストの発掘・育成、そして東京からの発信をサポートする
- アジア、そして世界のアートネットワークのハブとしての東京のプラットフォームをつくる
- 街の活力である、東京における芸術・文化の多様性をサポートする
- 東京都の文化政策とリンクしながら、戦略構想の提案、施策の施行、リサーチ、実験場として活動する
- 文化に携わる人材の育成を行う

本郷、渋谷、墨田立川の三箇所に拠点がある。それぞれの拠点の機能・位置づけとしては、TWS本郷は若手クリエーターの支援・育成の場。TWS渋谷は、国際的な芸術文化ネットワークのハブとして、国内外の文化機関と連携しながら、若手から国際的に活躍するクリエーターが発表・交流を行う場。TWS青山は、国際交流拠点として創造的な制作・対話・教育を行う場とされている。
上記のミッションを推進するために様々な企画・プロジェクトが行われており、それに関与するクリエイター（アーティスト）を公募している。たとえば、平成25年度については、二国間交流事業として、クリエーターを派遣するプロジェクトが複数あり、ベルリン、ストックホルム、メルボルン、バーゼルなどに派遣されるクリエイターたちの公募を行っている
。
石原慎太郎都知事の発案でTWSはスタートした。
2017年に「トーキョーアーツアンドスペース」に改称された。

## 拠点
トーキョーアーツアンドスペースオフィス
東京都江東区三好4-1-1（北緯35度40分47秒 東経139度48分29秒 / 北緯35.67972度 東経139.80806度） 東京都現代美術館内。
トーキョーアーツアンドスペース本郷
東京都文京区本郷2-4-16（北緯35度42分10.9秒 東経139度45分33.2秒 / 北緯35.703028度 東経139.759222度） 2001年「トーキョーワンダーサイト本郷」としてオープン。
（旧都教育庁お茶の水庁舎、旧都立御茶の水職業訓練所。1928年（昭和3年）築）
トーキョーアーツアンドスペースレジデンシー
東京都墨田区立川2-14-7（北緯35度41分31.6秒 東経139度48分7.7秒 / 北緯35.692111度 東経139.802139度） アーツ菊川1F.
2014年「トーキョーワンダーサイトレジデンス」としてオープン。滞在施設「クリエーター・イン・レジデンス」が併設されている。（イベント開催時のみ公開あり。）
過去にあった拠点
トーキョーワンダーサイト青山
東京都渋谷区神宮前5-53-67。2006年オープン。
滞在施設「クリエーター・イン・レジデンス」が併設されていた。2014年墨田区立川に移転する形で閉館。
（平成7年に国連高等研究所として建設。16年4月に同研究所が横浜に移転した後を転用）
トーキョーワンダーサイト渋谷
東京都渋谷区神南1-19-8（北緯35度39分45.2秒 東経139度41分58.6秒 / 北緯35.662556度 東経139.699611度） 2005年オープン。
（渋谷区勤労福祉会館、旧渋谷労政事務所。1971年（昭和46年）築）
2017年閉館。2020年「東京都渋谷公園通りギャラリー」として再オープン。

## 批判
石原慎太郎による、一部、公私混同疑惑
かつて、石原都政下で既成の都文化施設に対する予算の減額（4年間で東京文化会館は5億9036万円→3億4374万円、東京都美術館も4億9746万円→3億1833万円と両者ともに4割近く削減）とは対照的に、ワンダーサイトだけは別格として当初の5589万円→4億7152万円と8倍以上に増額されていたが、芸術家としては著しく評価されているわけではない四男・石原延啓を重用したり、家族や知人を運営に参画させるなど、事業計画・予算決算の不透明な点については公私混同の疑いを指摘されたことがあった
トーキョーワンダーサイト本郷（東京都文京区）のステンドグラスは延啓が原画を描き、300万円の制作費が都から支払われた（「公費支出問題で注目　都知事四男　画家の実力は」東京新聞2006年12月8日）。
2003年3月、延啓は石原が脚本を執筆した「能オペラ」制作準備のため、東京都のアドバイザリーボード委員として海外出張（パリやベルリンなど9日間）に参加し、旅費55万円が都から支給された。
延啓は2003年6月から2004年3月までトーキョーワンダーサイト事業の「キュレーティングアーティスト」（学芸員）として委嘱。企画などに携わったとして、2003年12月に都から活動報酬約28万円を支給されたが、3カ月後に返還していたことが判明した（「豪華出張・四男起用…石原都知事に批判集中」iza!）。
2004年1月、延啓は和太鼓奏者の舞台背景の「鏡板」を描くために渡欧し、都から約120万円が支給された（石原都知事の親バカ いいかげんにしろ J-CASTニュース2006年12月12日）。
石原は「息子でも意見が良ければ聞くのは当たり前。息子以外にも多くの若手芸術家に手伝ってもらっており、情実が絡んでいるわけではない」と反論した。延啓をトーキョーワンダーサイト事業から外してはどうかとの質問に対しては「余人をもって代えがたい」と返答した。
トーキョーワンダーサイトの館長と副館長には、「石原知事の知己の関係」という理由で都の参与である今村有策とその妻の家村佳代子が就任した。今村は石原や延啓との親密な関係だけでなく、「（都知事の長男である）石原伸晃とも家族ぐるみの付き合い」とされた。石原は今村と妻についても「余人に代え難い」と言い切った（都知事四男の参画事業、予算伸び突出「余人に代え難い」 asahi.com2006年12月13日）。
2006年9月29日の都議会において、石原慎太郎はトーキョーワンダーサイトについて「あれは、まさにトップダウンですよ。私が考えついたんだからね」とし、2006年11月24日の記者会見では、「余人をもってかえがたかったら、どんな人間でも使いますよ、私は」との認識を示した。
2014年東京都知事選挙の際に石原慎太郎が小池百合子に「応援するから都知事選に出ないか。人もお金も全部こっちで用意する。都知事は面白いぞ」と言い小池が
「私が都知事になったら何を優先すればよいか教えてください」と石原に聞いたら「いやー（石原の後任）猪瀬が四男のワンダーサイトへの予算を削ったんだ。あれを元に戻して欲しいというのを一番目に持ってきたんです。二番目はなかったです。本当にそれしかなかったです」小池は2014年の都知事選には出馬せず田母神俊雄が出馬を表明した為石原は田母神を応援した。